# Ацуші Накадзіма
Ацуші Накаджіма (яп. 中島 敦, Гепберн: Nakajima Atsushi) - японський автор, відомий за свій унікальний стиль і глибокий самоаналіз. Його основні роботи: "Санґецукі" (яп. 山月記, "The Moon Over the Mountain") та "Світло, вітер і мрії" (яп. 光と風と夢, "Light, Wind and Dreams").
За своє життя він написав близько 20 творів, серед яких були і незакінчені. Надихався зазвичай класичними китайськими історіями та власним життєвим досвідом. 

## Раннє життя
Ацуші Накадзіма народився в районі Йоцуя, Токіо, Японія, 5 травня 1909 року, в родині вчених-конфуціанців, якими були його батько, дід і троє дядьків.  Дитинство Накадзіми було неспокійним: його батьки розлучилися через два роки після шлюбу та менше ніж через рік після народження Накадзіми. Потім він, ще немовлям, переїхав до префектури Сайтама, де жили його дідусь і бабуся, які мали про нього піклуватися. Але вже через рік його дід помирає. 
У лютому 1914 року він починає жити з батьком, який на той момент одружився вдруге. Його батько працював учителем і часто змінював місце роботи. У 1918 році він переїхав до Сеула, а пізніше, у 1920 році - до Маньчжурії , щоб там працювати викладачем. Через роботу свого батька молодий Накадзіма часто змінював школи, і тому часто почував себе ізольованим. Проте незважаючи на обставини, Накадзіма був відомий як розумний учень, який постійно отримував хороші оцінки. 
Його стосунки з родиною також не були простими, оскільки він не був близьким зі своїм батьком, а мачуха часто знущалася з нього. Накадзіма був єдиною дитиною в сім'ї до 1914 року, поки його мачуха не народила дитину, яка, на жаль, померла під час пологів. У 1924 році його батько одружився втретє, але нова мачуха також погано ставилась до нього.  У дитинстві Накадзіма мав слабке здоров'я. У 17 років він захворів на астму, яка супроводжувала його до кінця життя. 
Накадзіма вступив до Токійського університету, де вивчав японську літературу.  У своїй дипломній роботі він досліджував естетизм, а саме: вплив сучасної японської літератури на Едгара Аллана По, Оскара Уайльда та Шарля Бодлера. Згодом він зосереджує свою роботу на аналізі творів Танізакі Дзюнічіро, Морі Оґая, Уеди Біна та Наґаї Кафу .   Після закінчення навчання він одружився з Така Хашімото. У пари було троє дітей: Такеші, Масако і Каку. На жаль, Масако померла через три дні після народження.

## Літературна кар'єра
Його літературна кар'єра почалася досить рано. Після закінчення школи в Сеулі він приєднався до літературної програми Першої вищої школи Токіо (第一高等学校), де почав писати художні твори. У 1927 році він почав публікувати свої твори в шкільному літературному журналі, а в 1929 році став членом редакції. У цей період він почав демонструвати свій власний літературний стиль. Його роботи вирізнялися завдяки тому, що події в них відбувалися в екзотичних місцях, таких як Китай чи Корея. Писав Накадзіма зазвичай про невпевненість у собі, відчуженість, міркування про сенс життя, долю та природу людського існування. Деякі з його пізніх творів сповнені іронії та сатири. 

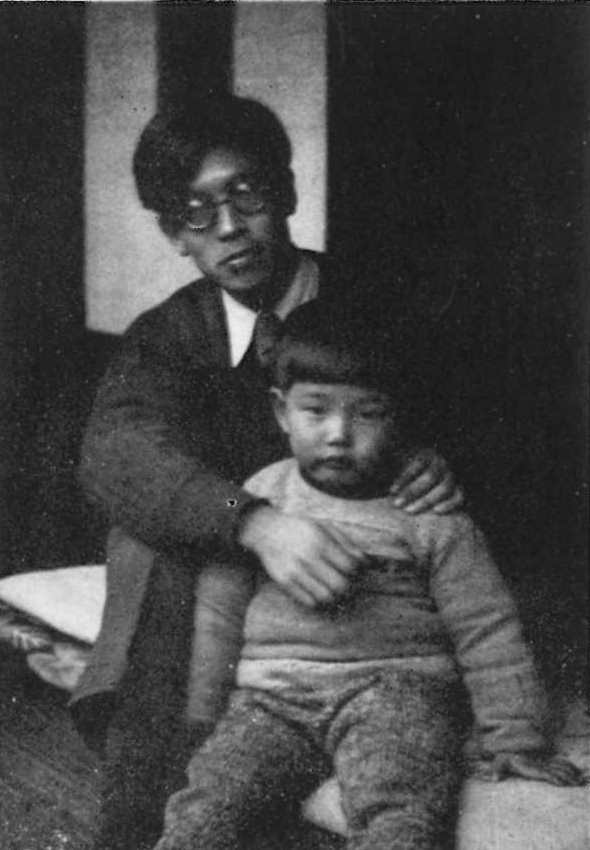
Накадзіма зі своїм старшим сином Такеші у 1934 році.

Незважаючи на свій літературний талант, Накадзіма майже не публікував жодних своїх творів через свою невпевненість та високі літературні стандарти. 

### Санґецукі
Один із найвідоміших творів Накадзіми - "Санґецукі" (яп. 山月記, "The Moon Over the Mountain"). Також назву часто перекладають як "The Moon Over the Mountain", "Tiger Poet", "Історія поета". Події оповідання відбуваються в період династії Тан. Твір було вперше опубліковано в журналі Бунґакукай (яп. 文學界, "Світ літератури") у лютому 1942 року. 
В оповіданні "Санґецукі" розповідається про чоловіка на ім'я Лі Чжен (李徴). Він був розумним і міг мати успішну кар'єру на посаді державного службовця, але його справжньою мрією було стати поетом. На жаль, через фінансові труднощі він був змушений працювати урядовцем. Одного разу під час службової подорожі Лі Чжен збожеволів і перетворився на тигра. Лі Чжен вважає, що його надмірна гордість та зарозумілість, які він таїв у собі, змусили його перетворитися на тигра. Втративши свою людяність, Лі Чжен усвідомив, що як тигр він більше не міг стати відомим поетом, втілити свої мрії. 

## Робота вчителем
У 1933 році він починає викладати у Вищій школі для дівчат в Йокогамі. У цей період Накадзіма більше познайомився із західною літературою, зокрема роботами Блеза Паскаля, Анатоля Франса та Роберта Луїса Стівенсона. У цей час він також перекладав твори Д. Г. Лоуренса, Олдоса Хакслі та Франца Кафки. Продовжував писати художню літературу. 

## Мікронезія і Палау
У 1941 році Накадзіма звільнився з роботи в школі та почав працювати на японський уряд. Він виконував роботу редактора підручника японської мови, який планував опублікувати в Палау. Він думав, що теплий клімат в Палау вилікує його астму. Він деякий час перебував у Палау, а 15 вересня 1941 року відправився на човні до Мікронезії, щоб оглянути школи в регіоні. Накадзіма повернувся до Палау 5 листопада 1941 року. Протягом цієї частини свого життя Накадзіма вів щоденник, у якому писав про свій досвід там. Він записував те, що його цікавило, наприклад, місцеву культуру та звичаї. 
У своїх листах Накадзіма писав, що проти експлуатації японцями місцевих жителів острова. Він хотів, покращити життя людей Палау та Мікронезії, а не тільки навчати їх. Він також писав, що не відчував нападів астми, а натомість відчував млявість через тропічну спеку. У Мікронезії також не вистачало японської їжі. Через це він хотів якомога швидше залишити роботу. Вже в березні 1942 року Накадзіма повернувся до Японії  

## Останні роки
У 1942 році, після повернення з Палау, Накадзіма захворів на пневмонію. Прикутий до ліжка, він опублікував "Світло, вітер і мрії"(яп. 光と風と夢). Оповідання було сподобалось критиками, а Накадзіма навіть став фіналістом премії Акутагави.
Накадзіма звільнився з роботи і повністю присвятив себе літературі, однак спокійне життя письменника тривало недовго. Його здоров'я сильно погіршилося, тому його довелося негайно госпіталізували. Його батько, очікуючи, що перебування Накадзіми у лікарні буде коротким, не відвідував його. Після ночі постійних нападів астми Накадзіма помер вранці 4 грудня 1942 року  .

## У масовій культурі
Персонаж, заснований на образі Ацуші Накадзіми, представлений у серії манги Bungo Stray Dogs, де персонажі - літературні діячі з Японії та всього світу. У манзі Накадзіма працює на детективне агентство та має надприродну здібність, яка дозволяє йому перетворюватися на тигра.